# Ogden (Utah)
Ogden è una città degli Stati Uniti d'America, capoluogo della contea di Weber nello Stato dello Utah, situata presso la costa orientale del Gran Lago Salato.
Nel censimento del 2018 la sua popolazione era di 82 825 abitanti.
È sede della Weber State University, fondata nel 1889, di un aeroporto, l'Ogden-Hinckley Airport, sito a sud-ovest della città e di una squadra della Pioneer League, una lega minore di baseball, gli Ogden Raptors.
Ogni anno, nel mese di gennaio, ospita, insieme alla vicina Park City, l'importante Sundance Film Festival.

## Infrastrutture e trasporti
La città è servita dal servizio ferroviario suburbano FrontRunner.

## Curiosità
La cittadina è stata sede delle riprese del serial tv americano Everwood.